# Boone (Carolina del Nord)
Boone és una població dels Estats Units i seu del comtat de Watauga a l'estat de Carolina del Nord. Segons el cens del 2007 tenia 13.843 habitants.

## Demografia
Segons el cens del 2000, Boone tenia 13.472 habitants, 4.374 habitatges i 1.237 famílies. La densitat de població era de 890,7 habitants per km².
Dels 4.374 habitatges en un 9,6% hi vivien nens de menys de 18 anys, en un 21% hi vivien parelles casades, en un 5,6% dones solteres, i en un 71,7% no eren unitats familiars. En el 38,4% dels habitatges hi vivien persones soles el 7,3% de les quals corresponia a persones de 65 anys o més que vivien soles. El nombre mitjà de persones vivint en cada habitatge era d'1,97 i el nombre mitjà de persones que vivien en cada família era de 2,63.
Per edats la població es repartia de la següent manera: un 5,8% tenia menys de 18 anys, un 65,9% entre 18 i 24, un 12,1% entre 25 i 44, un 9,1% de 45 a 60 i un 7,1% 65 anys o més.
L'edat mediana era de 21 anys. Per cada 100 dones de 18 o més anys hi havia 94,7 homes.
Entorn del 9,2% de les famílies i el 37% de la població estaven per davall del llindar de pobresa.

## Poblacions més properes
El següent diagrama mostra les poblacions més properes.